# Ајец (Долина Аосте)
Ајец је насеље у Италији у округу Долина Аосте, региону Долина Аосте.
Према процени из 2011. у насељу је живело 43 становника. Насеље се налази на надморској висини од 1095 м.